# Pandiaka porphyrargyrea
Pandiaka porphyrargyrea är en amarantväxtart som beskrevs av Karl Suessenguth och Overkott. Pandiaka porphyrargyrea ingår i släktet Pandiaka och familjen amarantväxter. Inga underarter finns listade i Catalogue of Life.